# Coppa dei Campioni 1986-1987 (pallavolo femminile)
La Coppa dei Campioni di pallavolo femminile 1986-1987 è stata la 27ª edizione del massimo torneo pallavolistico europeo per squadre di club; iniziata con la fase ad eliminazione diretta a partire dal 1º novembre 1986, si è conclusa con la final-four di Karlsruhe, nella Germania Ovest, il 15 febbraio 1987. Alla competizione hanno partecipato 18 squadre e la vittoria finale è andata per la quarta volta al Volejbol'nyj klub Uraločka.

## Squadre partecipanti
| - Tormo Barberá - Újpest - Dynamo Berlino - DECO Denderhoutem - Orion - Uraločka - Filathlītikos Salonicco - Ti-Volley Innsbruck - Leixões | - Lohhof - CSKA Mosca - KFUM Oslo - Rudá Hvězda Praha - Olimpia Ravenna - Olympus Sneek - CSKA Sofia - Sollentuna - Vasama Vaasa |

## Prima fase

### Squadre qualificate
- Tormo Barberá
- Orion
- KFUM Oslo
- Olympus Sneek

## Ottavi di finale[1]

### Squadre qualificate
- Dynamo Berlino
- Olimpia Ravenna

## Quarti di finale

### Squadre qualificate
- Dynamo Berlino
- Uraločka
- CSKA Mosca
- Olimpia Ravenna